# Catoptria bolivari
Catoptria bolivari is een vlinder uit de familie grasmotten (Crambidae). De wetenschappelijke naam is voor het eerst geldig gepubliceerd in 1947 door Agenjo.
De soort komt voor in Europa.